# Тремерёк
Тремерёк (фр. Tréméreuc, брет. Tremereg) — коммуна во Франции, находится в регионе Бретань. Департамент — Кот-д’Армор. Входит в состав кантона Плелен-Тригаву. Округ коммуны — Динан.
Код INSEE коммуны — 22368.

## География
Коммуна расположена приблизительно в 330 км к западу от Парижа, в 60 км северо-западнее Ренна, в 55 км к востоку от Сен-Бриё.

## Население
Население коммуны на 2016 год составляло 761 человек.
| 1962 | 1968 | 1975 | 1982 | 1990 | 1999 | 2008 | 2016 |
| ---- | ---- | ---- | ---- | ---- | ---- | ---- | ---- |
| 326  | 371  | 389  | 450  | 560  | 566  | 594  | 761  |

## Экономика
В 2007 году среди 380 человек в трудоспособном возрасте (15—64 лет) 274 были экономически активными, 106 — неактивными (показатель активности — 72,1 %, в 1999 году было 75,5 %). Из 274 активных работали 254 человека (141 мужчина и 113 женщин), безработных было 20 (8 мужчин и 12 женщин). Среди 106 неактивных 20 человек были учениками или студентами, 59 — пенсионерами, 27 были неактивными по другим причинам.

## Достопримечательности
- Церковь Св. Лаврентия (XVII век)
  - Скульптурная группа «Св. Иосиф и младенец Иисус» (XVII век). Высота — 150 см; дерево. Исторический памятник с 1970 года[3]
  - Алтарь, скиния (XVIII век). Исторический памятник с 1960 года[4]

## Фотогалерея

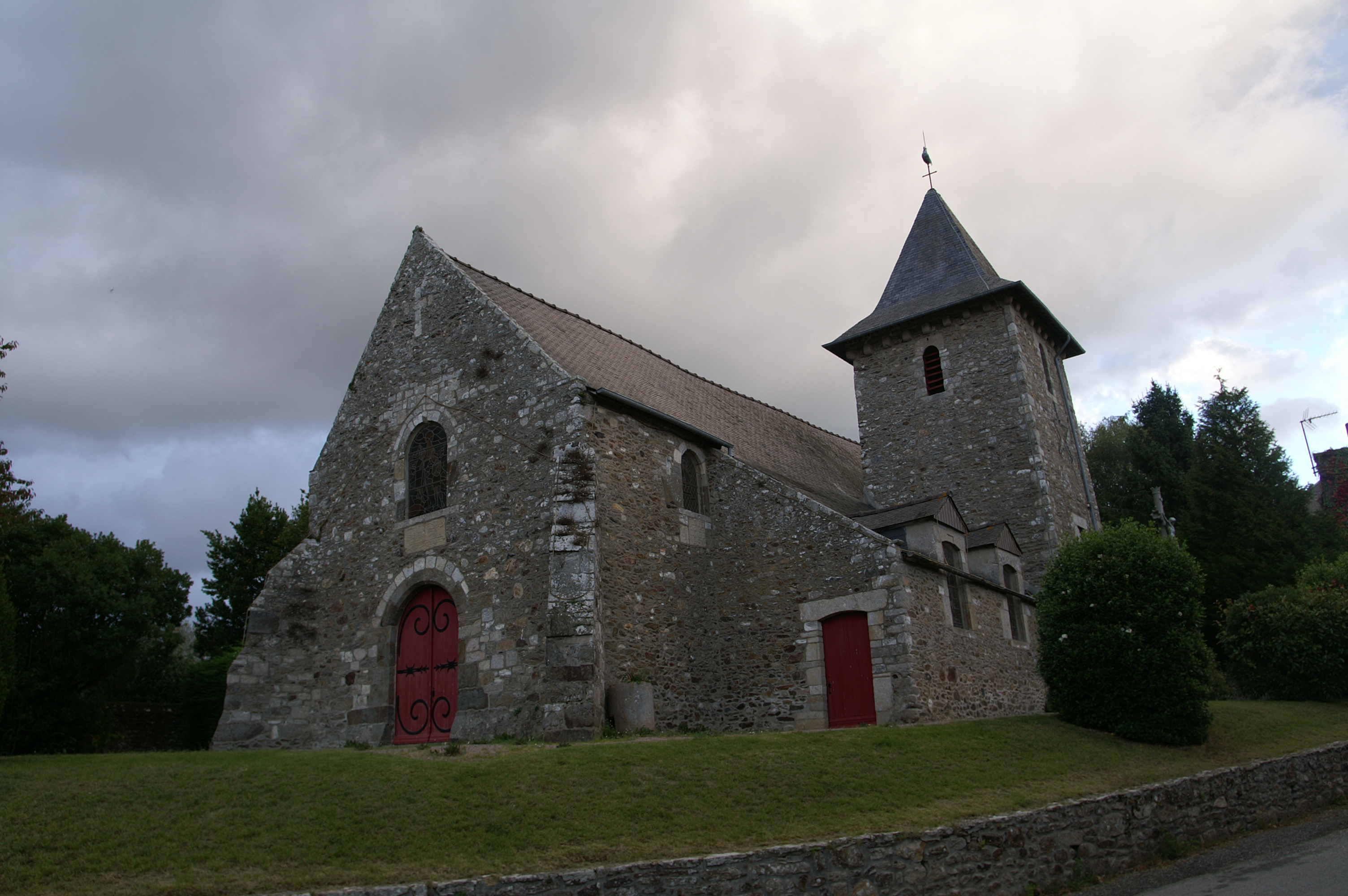
Церковь Св. Лаврентия
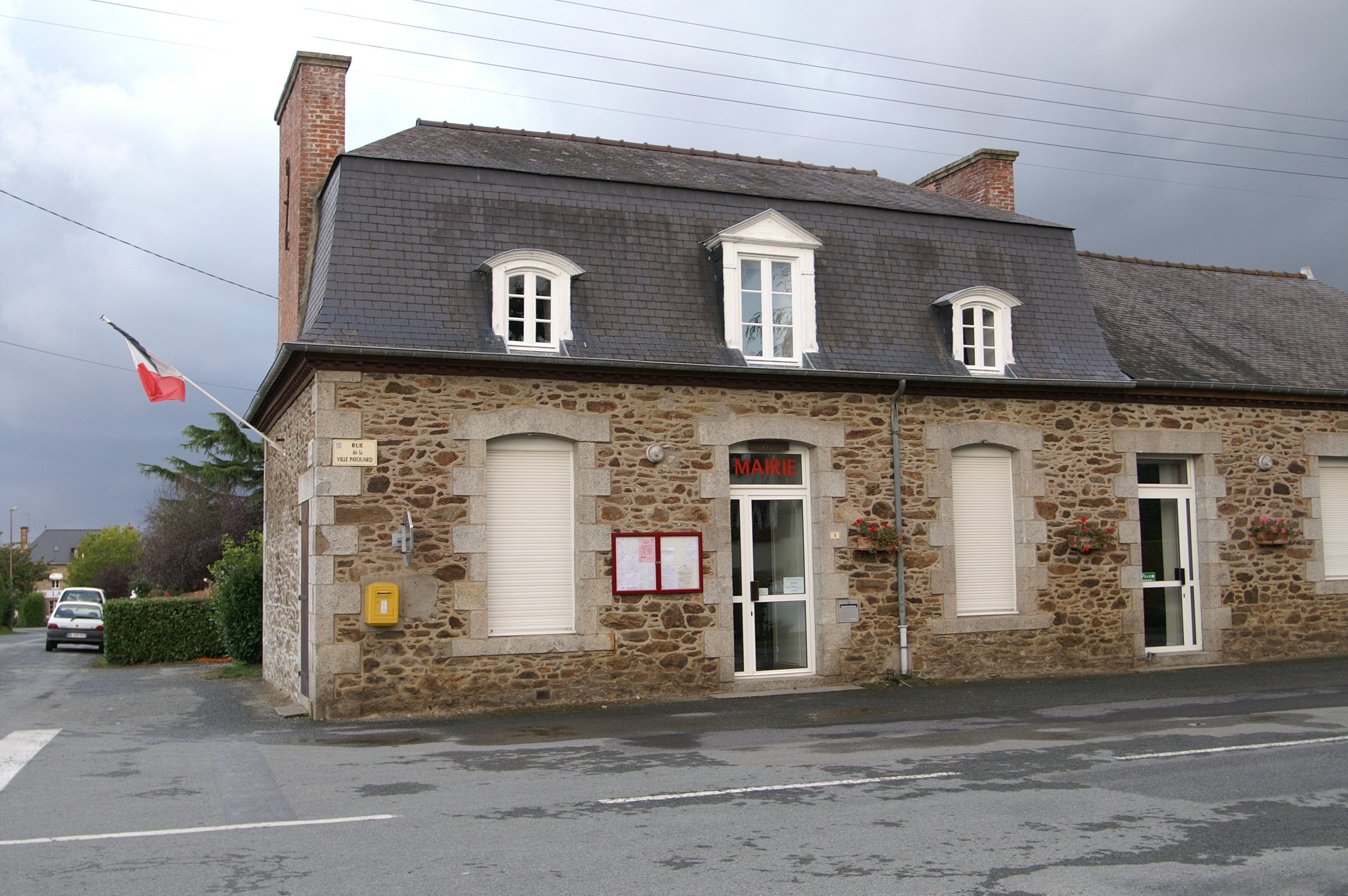
Мэрия
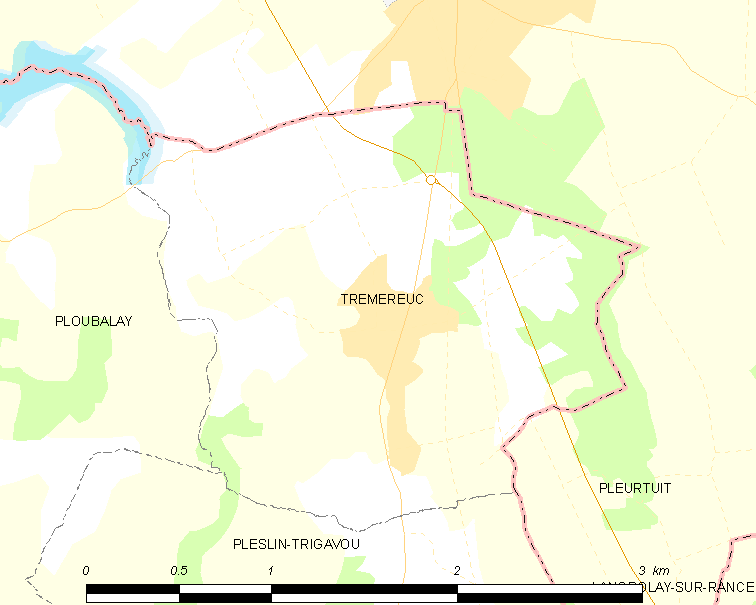
Карта коммуны